# Eunidia rufina
Eunidia rufina är en skalbaggsart som beskrevs av Stefan von Breuning 1953. Eunidia rufina ingår i släktet Eunidia och familjen långhorningar.
Artens utbredningsområde är Zimbabwe. Inga underarter finns listade i Catalogue of Life.